# Xã Willshire, Quận Van Wert, Ohio
Xã Willshire (tiếng Anh: Willshire Township) là một xã thuộc quận Van Wert, tiểu bang Ohio, Hoa Kỳ. Năm 2010, dân số của xã này là 1.584 người.